# Daisy Fellowes
Pour les articles homonymes, voir Fellowes et Decazes.
Daisy Fellowes, née Marguerite Séverine Philippine Decazes de Glucksberg le 29 avril 1890 dans le 16e arrondissement de Paris et morte le 13 décembre 1962 dans le 7e arrondissement, est une personnalité de la haute société européenne de la première moitié du XXe siècle, célèbre pour sa beauté. Elle fut aussi auteur d'ouvrages littéraires mineurs et de romans, ainsi que la journaliste en France pour le magazine de mode américain Harper's Bazaar.

## Biographie
Marguerite Decazes, dite « Daisy », est la fille du duc Decazes, célèbre figure élégante de la Belle Époque, yachtman distingué et anglophile. Sa mère, Isabelle Singer, est l'héritière du fondateur de la société Singer, Isaac Merritt Singer, à la fortune colossale. Isabelle Singer se suicide en 1896, laissant sa famille dans le désarroi. Les enfants sont alors en partie élevés par la sœur d'Isabelle, Winnaretta Singer, fameuse mécène, surnommée par eux et les proches « Tante Winnie. »
Daisy Decazes épouse le 9 mai 1910 l'élégant Jean de Broglie (1886-1918) qui meurt de la grippe espagnole le 20 février 1918, alors qu'il était en service commandé à Mascara en Algérie. De cette union sont issues trois filles :
- Emmeline Isabelle Edmée Séverine (1911-1986) qui épousera en 1932 le comte de Castéja (1907-1983)
- Isabelle Marguerite Jeanne Pauline (1912-1960) qui épousera en 1931 le marquis de la Moussaye (1908-1988), divorcés en 1945 ; auteur elle-même de romans et d'ouvrages historiques
- Jacqueline Marguerite (1918-1965) qui épousera en 1941 Alfred Kraus, divorcés en 1958

Après son veuvage, Daisy Decazes épouse le 9 août 1919 à Londres Reginald Fellowes (1884-1953), banquier à la City, cousin de Winston Churchill et fils de William Fellowes. Ils ont une fille, Rosamund Daisy Fellowes (1921-1998). Daisy Fellowes aurait eu selon les rumeurs de l'époque une liaison avec Duff Cooper, qui sera plus tard ambassadeur en poste à Paris. Le ménage Fellowes s'installe entre Paris et l'Angleterre. En 1930, l'architecte décorateur et peintre Louis Süe réalise son hôtel particulier au 19 rue Saint-James à Neuilly-sur-Seine
Daisy Fellowes écrit plusieurs romans à la mode, dont Les dimanches de la comtesse de Narbonne (1931).
C'était une figure des salons mondains de l'époque qui a été photographiée à maintes reprises, notamment par Cecil Beaton, et l'une des clientes les plus fidèles de la créatrice de mode Elsa Schiaparelli et de la joaillière Suzanne Belperron. Ses célèbres photographies appartiennent aujourd'hui à la National Portrait Gallery de Londres. Elle était propriétaire de la villa Les Zoraïdes au Cap Martin dans laquelle elle a reçu Winston Churchill en 1939
Elle vivait au 69 rue de Lille (7e arrondissement de Paris).

## Pour approfondir